# Stanisław Dziwisz
Stanisław Jan kardinál Dziwisz [stanisuav ďživiš], ve Vatikánu zvaný „Don Stanislao“ (* 27. dubna 1939, Raba Wyżna jižně od Krakova) je emeritní arcibiskup krakovský (2005–2017). Před přijetím tohoto úřadu byl osobním sekretářem papeže Jana Pavla II.

## Biografie
Stanisław Dziwisz byl vysvěcen na kněze 23. června 1963. Brzy začal pracovat s kardinálem Karolem Wojtyłou. Dne 19. března 1998 získal titulární biskupství San Leone, později se stal pomocným prefektem Papežského domu Římské kurie. Na titulárního arcibiskupa San Leone byl povýšen 29. září 2003. Dne 3. června 2005 jej papež Benedikt XVI. jmenoval krakovským arcibiskupem, kteréžto funkce se ujal 27. srpna 2005. Dne 22. února 2006 jej papež Benedikt XVI. jmenoval kardinálem. Kardinálskou hodnost obdržel na konsistoři v březnu 2006.
Vatikánisty byl považován za pravou ruku papeže a dokonce za šedou eminenci Vatikánu. Převaha arcibiskupa Dziwisze nad ostatními vatikánskými úředníky spočívala v tom, že uměl polsky a s papežem se přátelil odedávna. S papežem Janem Pavlem II. byl až do jeho smrti 2. dubna 2005. Podle neoficiálních informací ho v jeho posledních chvílích držel za ruku.
V květnu 2015 celebroval s arcibiskupem Janem Graubnerem, u příležitosti 20. výročí návštěvy sv. Jana Pavla II., mši svatou na Sv. Kopečku u Olomouce, kde došlo i k uložení papežových ostatků.
V roce 2021 polská televize TVN24 uvedla reportáž, podle které Dziwisz neinformoval o podezřeních ze sexuálního zneužívání nezletilých církevními činiteli. Tohoto jednání se měl dopustit jako krakovský arcibiskup v letech 2005 až 2016. Dziwisz obvinění označil za pomluvu a požádal Vatikán o ustavení vyšetřovací komise. V dubnu 2022 Vatikán vyšetřování zastavil s tím, že Dziwisz se pochybení nedopustil.

## Fotogalerie

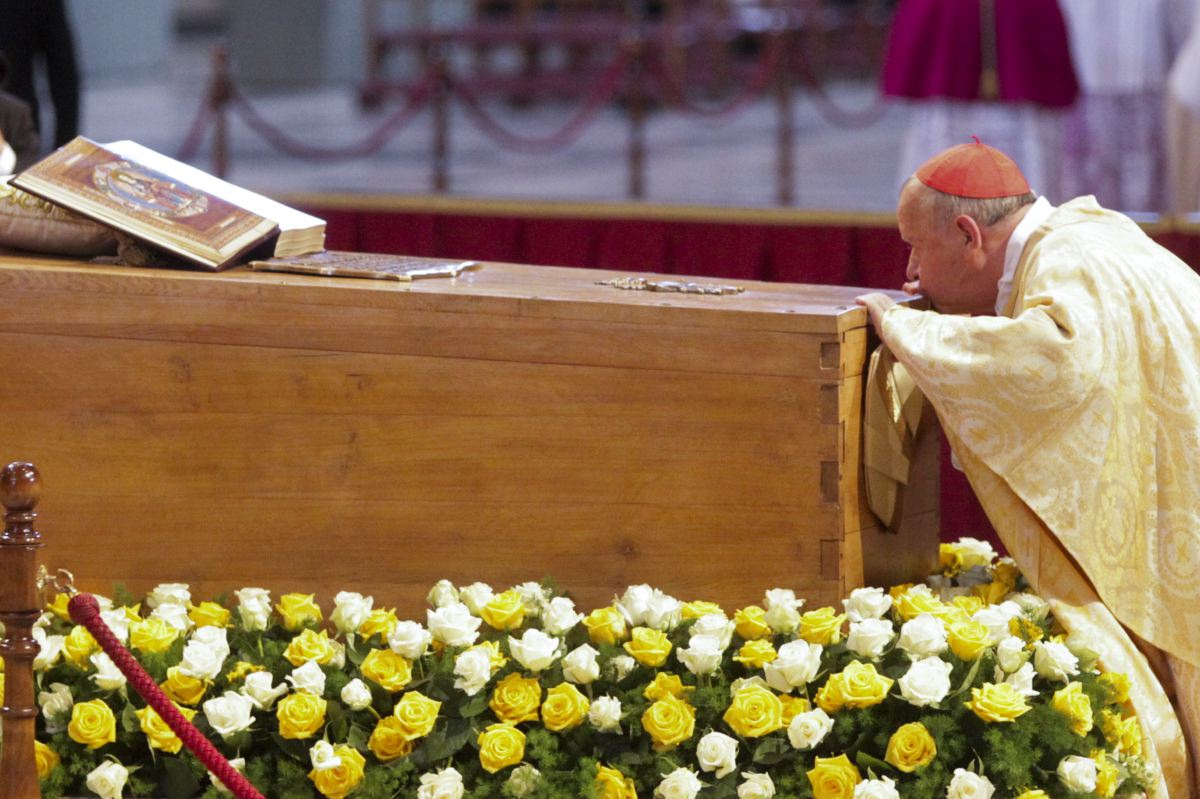
Beatifikace Jana Pavla II. v roce 2011
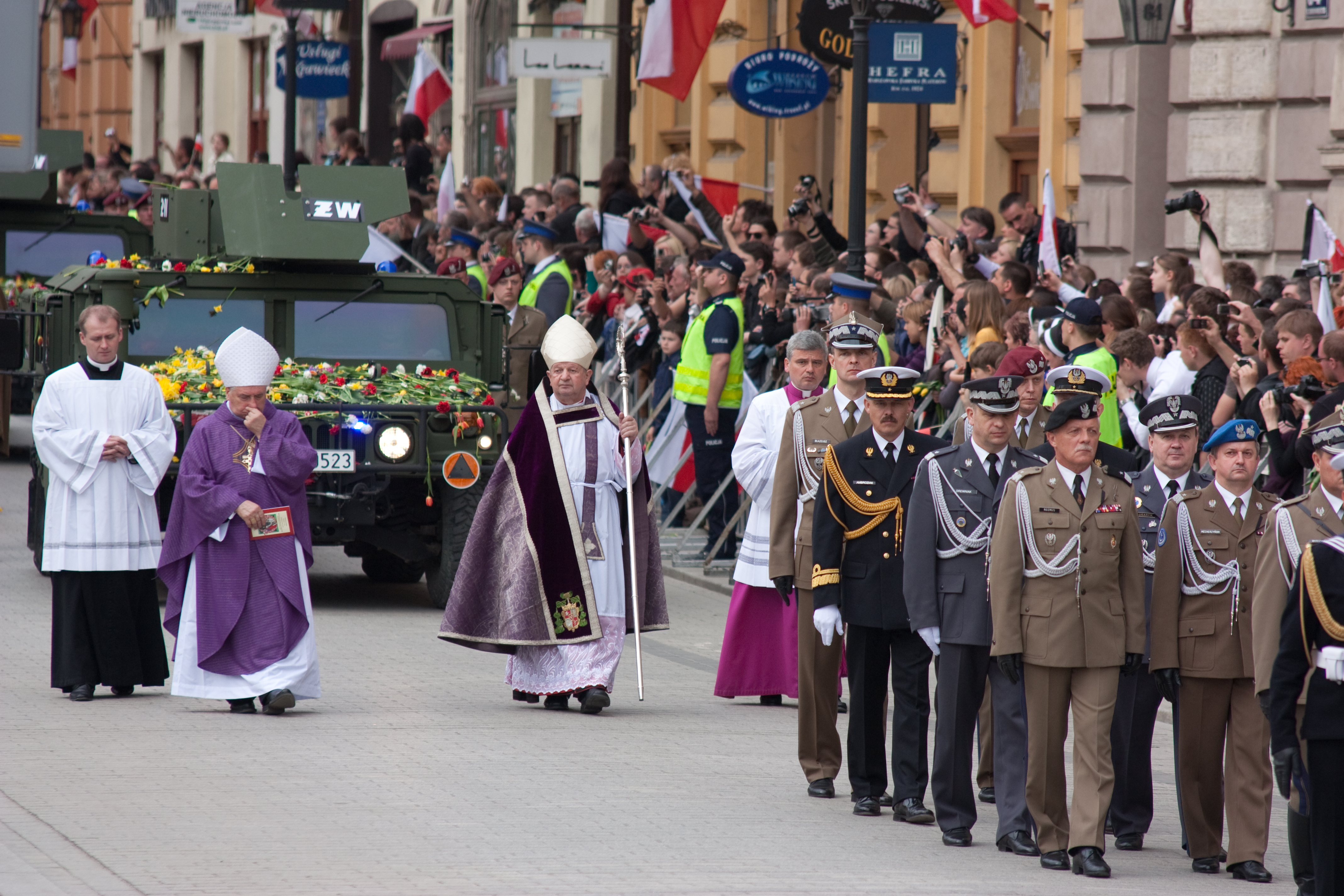
Pohřeb polského prezidenta Lecha Kaczyńského v roce 2010
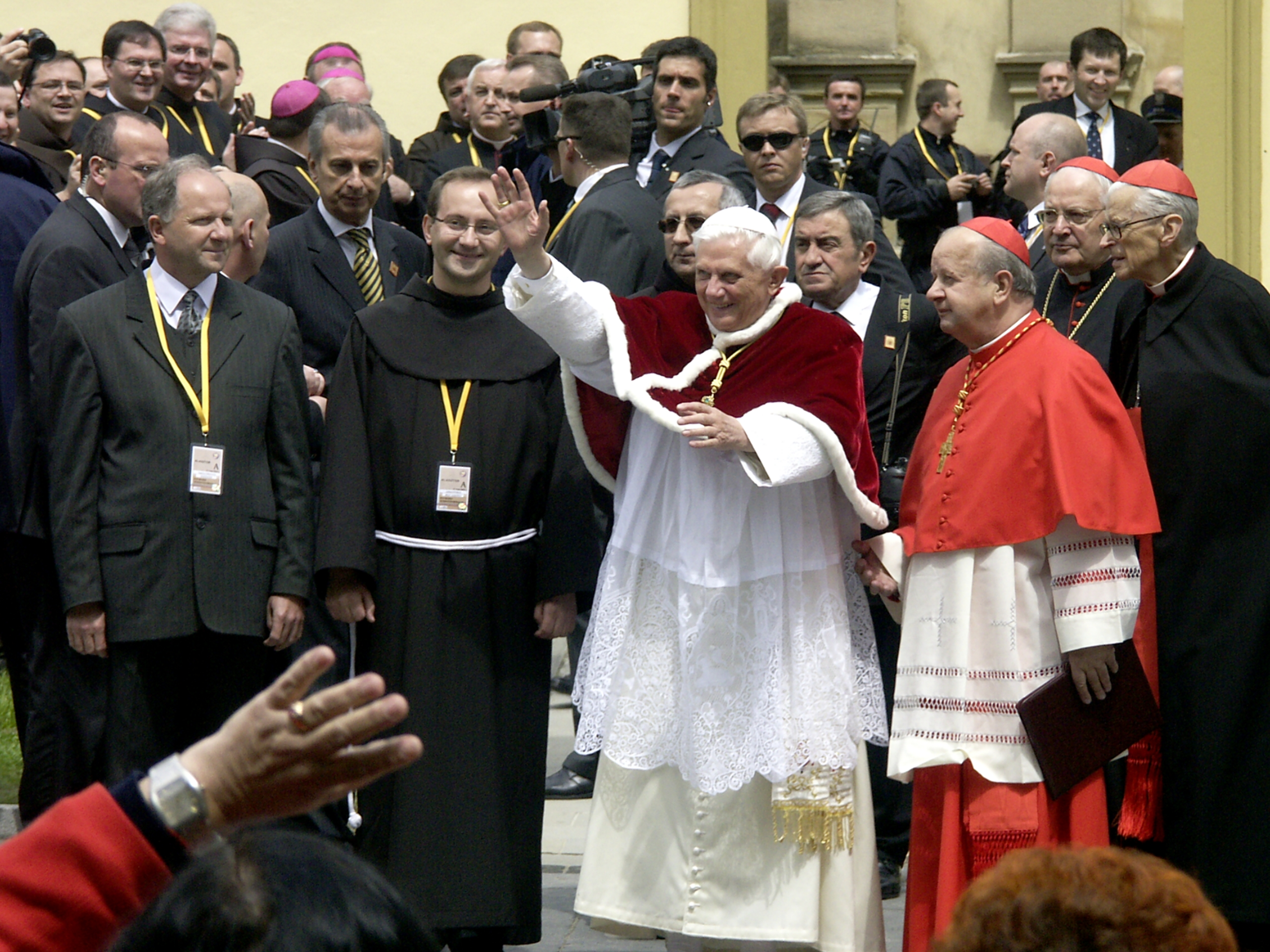
Vedle papeže Benedikta XVI. v roce 2006
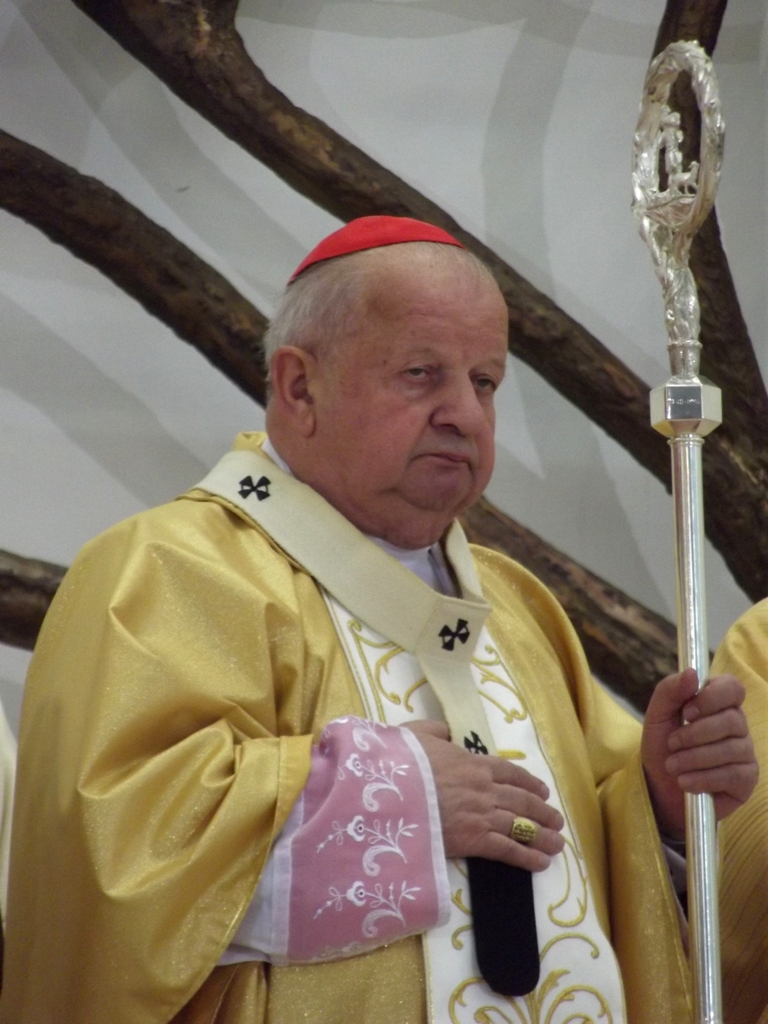
Stanisław kardinál Dziwisz
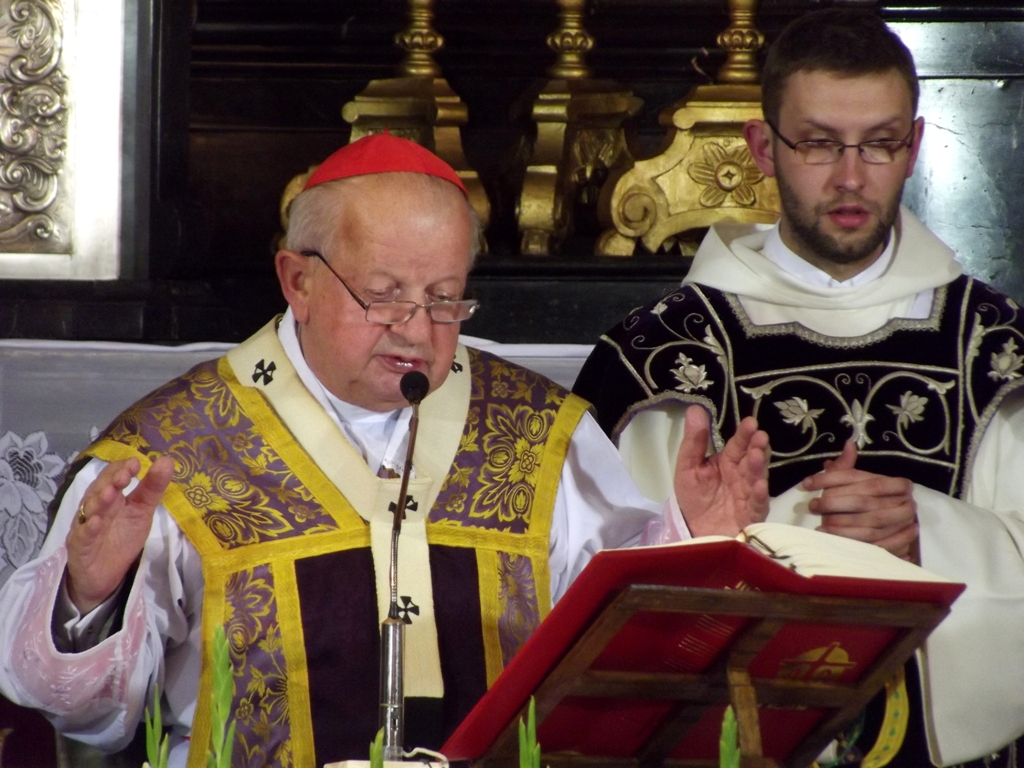
Stanisław kardinál Dziwisz při mši

## Vyznamenání
- Řád Bernarda O'Higginse, Chile, 1993
- Řád osvoboditele generála San Martína, Argentina, 1998[3]
- rytíř velkokříže Řádu Isabely Katolické, Španělsko, 1999[4]
- rytíř velkokříže Řádu zásluh o Italskou republiku, Itálie, 6. března 2000[5]
- velkokříž Řádu znovuzrozeného Polska, Polsko, 10. října 2003, udělil prezident Aleksander Kwaśniewski za vynikající přínos v rozvoji spolupráce mezi Polskou republikou a Svatým stolcem[6]
- velkokříž Řádu za zásluhy, Portugalsko, 1. září 2008[7]
- velká čestná dekorace ve zlatě na stuze Čestného odznaku Za zásluhy o Rakouskou republiku, Rakousko, 2009[8]
- velkokříž Záslužného řádu Maďarské republiky, Maďarsko, 2015[9]
- Řád bílé orlice, Polsko, 27. ledna 2017, udělil prezident Andrzej Duda za jeho vynikající služby Polské republice a zejména veřejnému a společenskému životu, za budování pozitivního obrazu Polska ve světě a za úspěchy v usmiřování mezi lidmi[10]